# Caproni Ca.316
Caproni Ca.316 là một loại thủy phi cơ trinh sát sản xuất tại Ý trong Chiến tranh thế giới II, dự định ban đầu là trang bị cho các tàu chỉ huy của Hải quân Italy. Đây là một thành viên thuộc một họ các thiết kế lớn của Caproni bắt nguồn từ mẫu thử máy bay chở khách Ca.306 năm 1935.

## Tính năng kỹ chiến thuật
Đặc điểm tổng quát
- Kíp lái: 3
- Chiều dài: 12,89 m (42 ft 3 in)
- Sải cánh: 15,87 m (52 ft 1 in)
- Chiều cao: 5,11 m (16 ft 9 in)
- Diện tích cánh: 38,0 m2 (409 ft2)
- Trọng lượng rỗng: 4.000 kg (8.820 lb)
- Trọng lượng có tải: 4.804 kg (10.590 lb)
- Powerplant: 2 × Piaggio P.VII, 460 kW (343 hp) mỗi chiêc

Hiệu suất bay
- Vận tốc cực đại: 328 km/h (205 mph)
- Tầm bay: 1.600 km (1.000 dặm)
- Trần bay: 6.000 m (19.680 ft)

Vũ khí trang bị
- 1 × Súng máy Breda-SAFAT 7,7 mm (.303 in)
- 400 kg (882 lb) bom